# پیرود
پیرود یک روستا در ایران است که در دهستان جلگه ماژان واقع شده‌است. پیرود ۱۰۵ نفر جمعیت دارد.